# Cellaria squamosa
Cellaria squamosa är en mossdjursart som beskrevs av Roxanne Irene Hastings 1947. Cellaria squamosa ingår i släktet Cellaria och familjen Cellariidae. Inga underarter finns listade i Catalogue of Life.